# STV GROUP
Die STV GROUP a.s. ist ein Rüstungshersteller aus Tschechien. Seit 1994 ist die Holding im Import/Export von Waffen tätig. 
Die Firma geht zurück auf die 1920 gegründete erste Munitionsfabrik der damaligen Tschechoslowakei.
Sie arbeitet eng mit den Streitkräften der Tschechischen Republik, anderen tschechischen Firmen, Rüstungsherstellern aus Osteuropa, sowie europäischen Rüstungsherstellern zusammen. Im Jahr 2013 war die Firma an einem Waffentransfer nach Libyen mit verschiedenen anderen tschechischen Rüstungsherstellern beteiligt.

## Infanteriewaffen
- Pistole ČZ 75

- Pistole vz. 82
- Maschinenpistole 23
- Sturmgewehr Sa vz. 58

- Sturmgewehre Ak-47 und AKM
- Sturmgewehr M70
- Scharfschützengewehr SWD

- Scharfschützengewehr M76
- PK (Maschinengewehr)
- Maschinengewehr vz. 59
- Maschinengewehr DPM
- Schweres Maschinengewehr DSchK
- Schweres Maschinengewehr NSW
- Überschweres Maschinengewehr KPW

- 30-mm-Granatwerfer AGS-17 Plamja
- Panzerbüchse RPG-7
- 73-mm-Panzerbüchse SPG-9

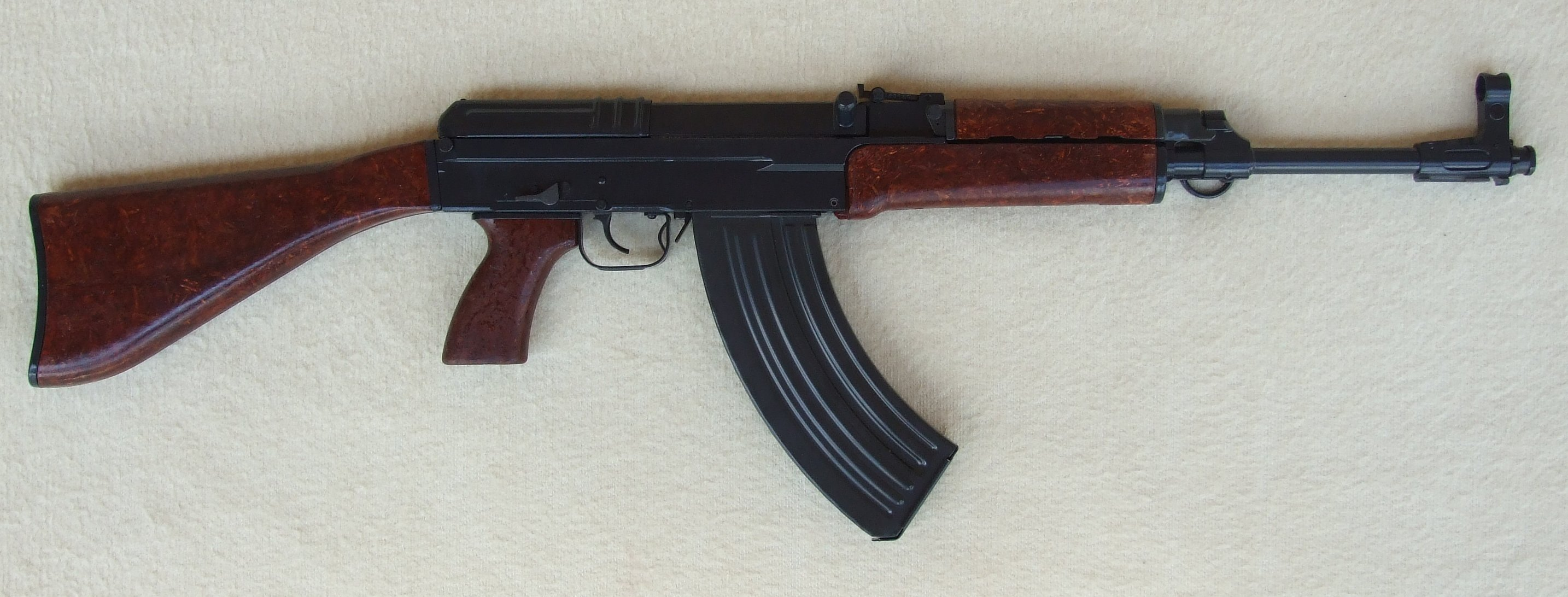
SA vz. 58 P

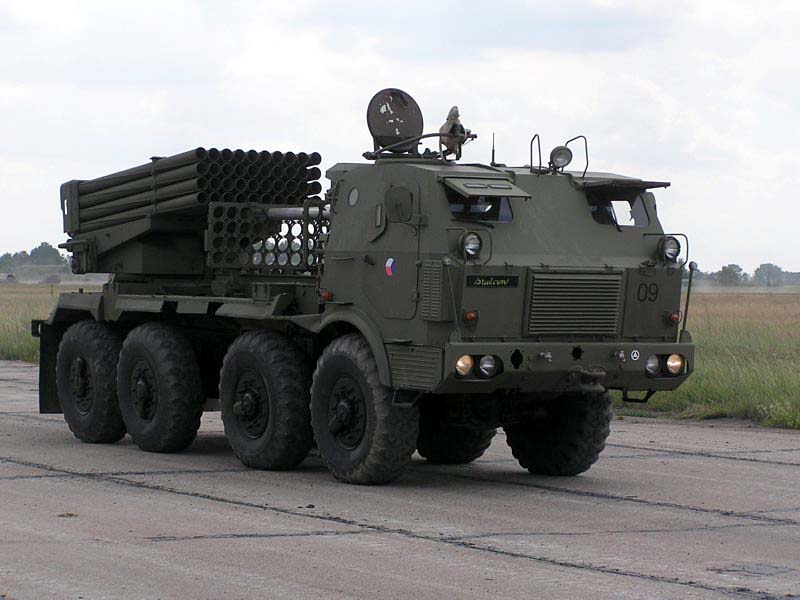
RM-70

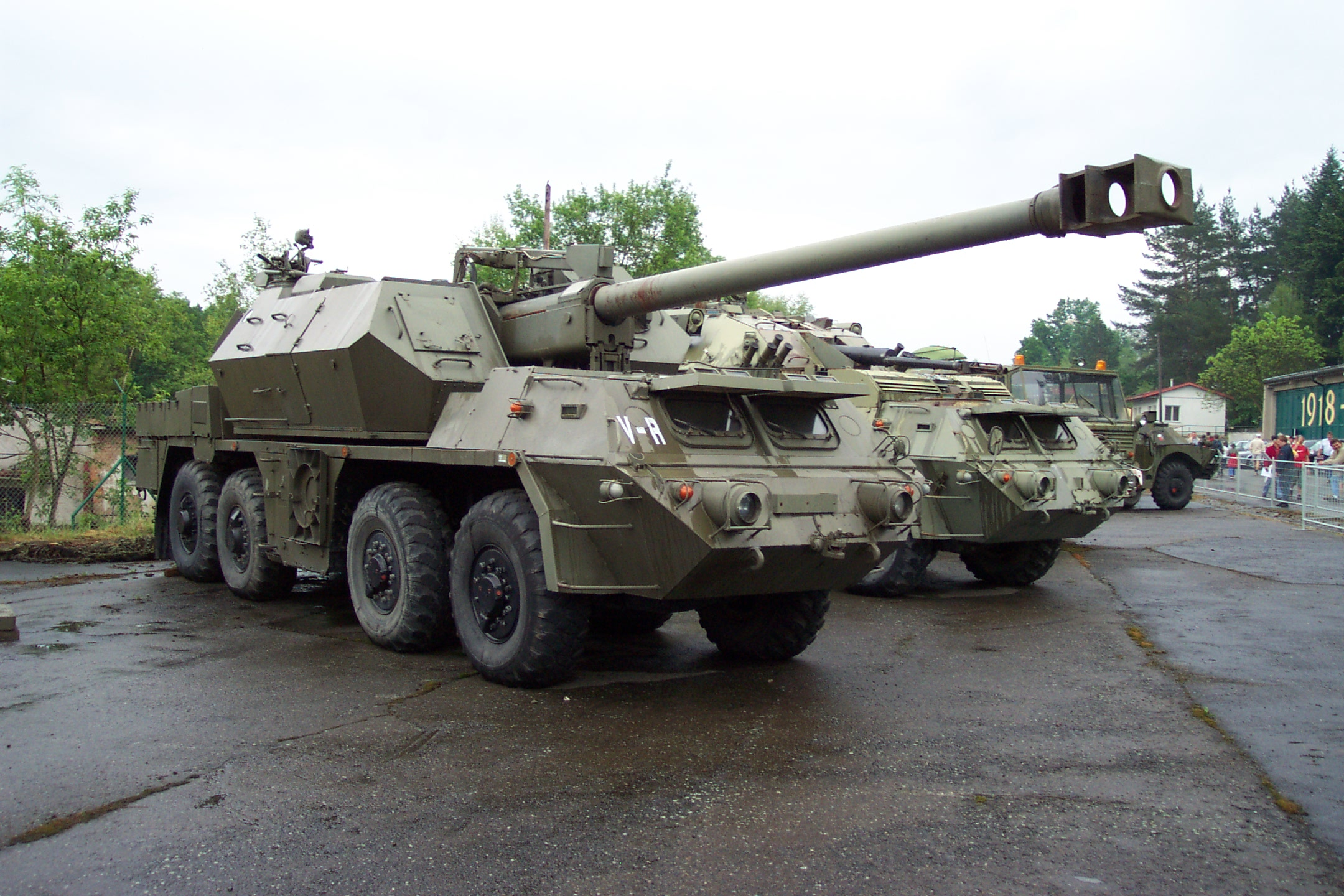
DANA

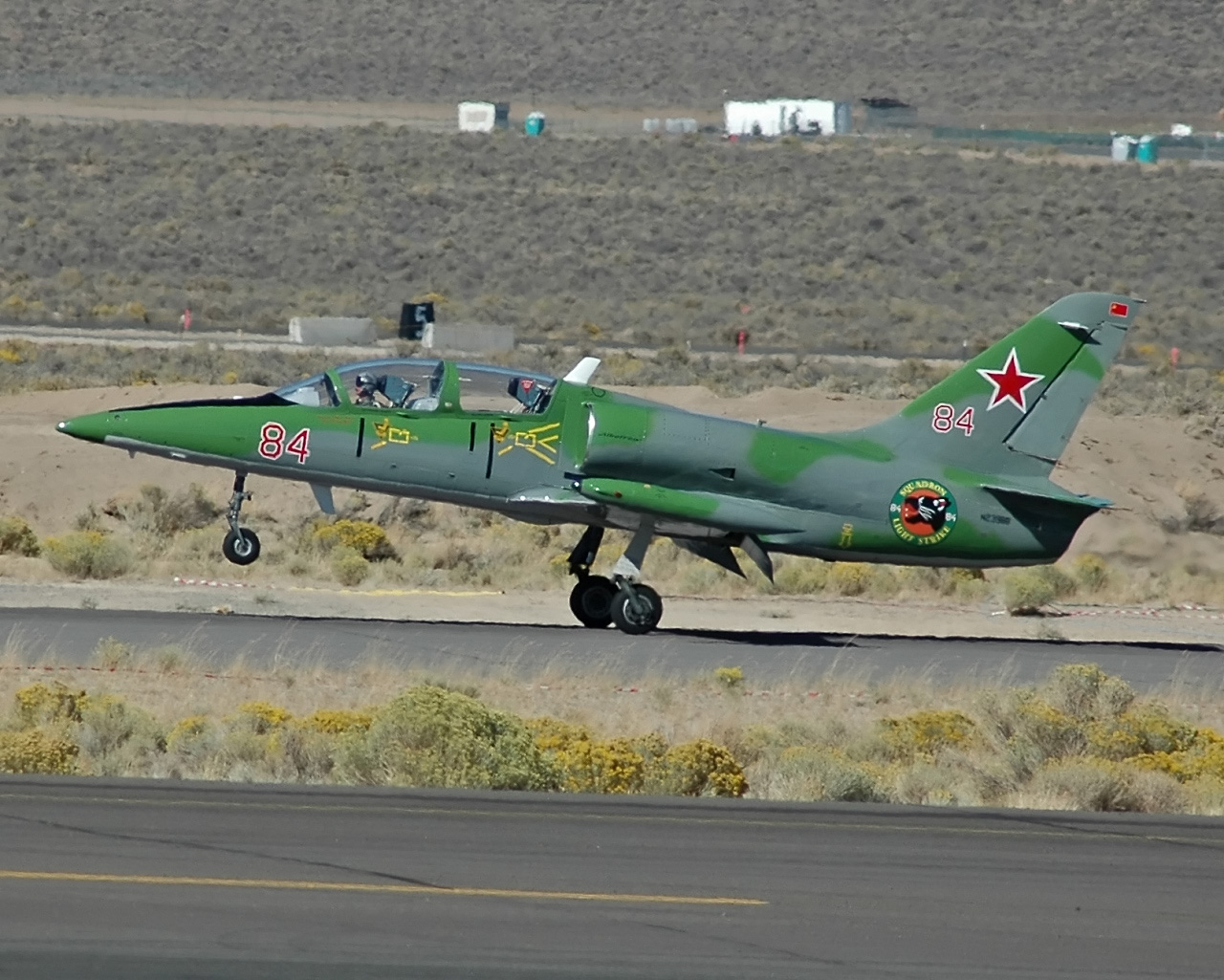
L-39 Albatros

- Panzerabwehrkomplex 9K11 Maljutka

## Fahrzeuge und Artillerie
- 122-mm-Haubitze D-30
- 122-mm-Selbstfahrlafette 2S1
- 40*122-mm-Werfer RM-70
- Selbstfahrlafette 152-mm DANA
- Schützenpanzer BMP-1
- Schützenpanzer BMP-2
- Kampfpanzer T-55
- Kampfpanzer T72M1

## Fluggeräte
- Trainer/Leichter Jagdbomber Aero L-39
- Transporthubschrauber Mil Mi-8
- Transporthubschrauber Mil Mi-17
- Kampfhubschrauber Mil Mi-24
- Tupolew Tu-154 Verkehrsflugzeuge

## Flugabwehrwaffen
- Oerlikon Skyshield